# Arctostaphylos gabilanensis
Arctostaphylos gabilanensis es una rara especie de manzanita conocida con el nombre común de manzanita de Gabilán. 

## Distribución
Es endémica de California, donde se le conoce sólo de dos poblaciones separadas en la cordillera Gabilán en la frontera entre el condado de Monterrey y el condado de San Benito. Fue descrita para la ciencia en 2004 de los espécimen tipo recolectados cerca del pico Fremont en 2002.
La planta se encuentra en el hábitat del chaparral. La planta se considera vulnerable porque es rara, con una población que contiene alrededor de 30 plantas y la otra que abarca cerca de 1000 hectáreas, pero muy espaciadas.

## Descripción
Arctostaphylos gabilanensis es un arbusto erecto que alcanza en forma arbustiva un metro y como árbol los cinco metros de altura. Está recubierto de corteza roja media u oscura, las pequeñas ramitas con pelos difusos. Los cerosas hojas son de color gris-verde y miden hasta 3,5 centímetros de largo por 2,4 de ancho. Las hojas son de forma ovalada y auriculada (con un lóbulo en forma de oreja  a cada lado del pecíolo ).
La inflorescencia es una panícula de flores cónicas de color blanco o rosado con forma de urna de 6 a 8 centímetros de largo. El fruto es una drupa marrón rojizo esférica de 1 a 1,5 centímetros de ancho. 

## Taxonomía
Arctostaphylos gabilanensis fue descrito por V.T.Parker & M.C.Vasey y publicado en Madroño 51(3): 322–325, f. 1. 2004.
Etimología
Arctostaphylos: nombre genérico que deriva de las palabras griegas arktos =  "oso", y staphule = "racimo de uvas", en referencia al nombre común de las especies conocidas  y tal vez también en alusión a los osos que se alimentan de los frutos de uva.
gabilanensis: epíteto geográfico que alude a su localización en las Montañas Gabilan en la frontera entre el Condado de Monterrey y el Condado de San Benito.